# Kolumbia a 2018. évi téli olimpiai játékokon
Kolumbia a dél-koreai Phjongcshangban megrendezett 2018. évi téli olimpiai játékok egyik részt vevő nemzete volt. Az országot az olimpián 3 sportágban 4 sportoló képviselte, akik érmet nem szereztek.

## Alpesisí
Férfi
| Versenyző       | Versenyszám      | 1. futam | 1. futam | 2. futam      | 2. futam      | Összesítés | Összesítés |
| Versenyző       | Versenyszám      | Idő      | Hely.    | Idő           | Hely.         | Idő        | Helyezés   |
| --------------- | ---------------- | -------- | -------- | ------------- | ------------- | ---------- | ---------- |
| Michael Poettoz | Műlesiklás       | 57,46    | 44.      | 1:00,00       | 37.           | 1:57,46    | 37.        |
| Michael Poettoz | Óriás-műlesiklás | 1:21,41  | 73.      | nem ért célba | nem ért célba | kiesett    | kiesett    |

## Gyorskorcsolya
Férfi
| Versenyző    | Versenyszám | Eredmény | Helyezés |
| ------------ | ----------- | -------- | -------- |
| Pedro Causil | 500 m       | 35,196   | 20.      |
| Pedro Causil | 1000 m      | 1:10,71  | 34.      |

Tömegrajtos
| Versenyző   | Versenyszám | Elődöntő | Elődöntő | Elődöntő | Döntő   | Döntő   | Döntő    |
| Versenyző   | Versenyszám | Pont     | Idő      | Hely.    | Pont    | Idő     | Helyezés |
| ----------- | ----------- | -------- | -------- | -------- | ------- | ------- | -------- |
| Laura Gómez | Női         | 0        | 8:54,99  | 10.      | kiesett | kiesett | kiesett  |

## Sífutás
Távolsági
Férfi
| Versenyző         | Versenyszám | Idő     | Helyezés |
| ----------------- | ----------- | ------- | -------- |
| Sebastián Uprimny | 15 km       | 58:08,1 | 111.     |